# Liga Leumit 1976-1977 (pallacanestro)
La Liga Leumit 1976-1977 è stata la 23ª edizione del massimo campionato israeliano di pallacanestro maschile. La vittoria finale è stata ad appannaggio del Maccabi Tel Aviv.

## Regular season
|  |     | Squadra                 | G  | V  | P  | PF   | PS   | PF/PS | Pt | Qualificazione            |
|  | --- | ----------------------- | -- | -- | -- | ---- | ---- | ----- | -- | ------------------------- |
|  | 1.  | Maccabi Tel Aviv        | 20 | 18 | 2  | 2142 | 1582 | +560  | 38 |                           |
|  | 2.  | Hapoel Ramat Gan        | 20 | 17 | 3  | 1895 | 1600 | +295  | 37 |                           |
|  | 3.  | Hapoel Tel Aviv         | 20 | 15 | 5  | 2015 | 1702 | +313  | 35 |                           |
|  | 4.  | Hapoel Gvat/Yagur       | 20 | 15 | 5  | 1761 | 1558 | +203  | 35 |                           |
|  | 5.  | Elitzur Tel Aviv        | 20 | 11 | 9  | 1530 | 1585 | -55   | 31 |                           |
|  | 6.  | H. Giv'at Brenner/Na'an | 20 | 9  | 11 | 1609 | 1682 | -73   | 29 |                           |
|  | 7.  | Maccabi Haifa           | 20 | 7  | 13 | 1679 | 1825 | -146  | 27 |                           |
|  | 8.  | Maccabi Ramat Gan       | 20 | 6  | 14 | 1615 | 1727 | -112  | 26 |                           |
|  | 9.  | Mac. Darom Tel Aviv     | 20 | 6  | 14 | 1488 | 1767 | -279  | 26 |                           |
|  | 10. | Hapoel Afula            | 20 | 5  | 15 | 1596 | 1836 | -240  | 25 |                           |
|  | 11. | Hapoel Gerusalemme      | 20 | 1  | 19 | 1513 | 1979 | -466  | 21 | retrocesso in Liga Artzit |

## Squadra vincitrice
|    | Naz.                                        | Ruolo | Sportivo       | Anno | Alt. |  |  |
| -- | ------------------------------------------- | ----- | -------------- | ---- | ---- |  |  |
| 4  | Stati Uniti (bandiera) · Israele (bandiera) | C     | Eric Minkin    | 1950 | 202  |  |  |
| 5  | Stati Uniti (bandiera) · Israele (bandiera) | G     | Bob Griffin    | 1950 | 180  |  |  |
| 6  | Stati Uniti (bandiera) · Israele (bandiera) | G     | Tal Brody      | 1943 | 186  |  |  |
| 7  | Israele (bandiera)                          | P     | Motti Aroesti  | 1954 | 187  |  |  |
| 8  | Israele (bandiera)                          | C     | Hanan Indibo   | 1951 | 199  |  |  |
| 9  | Israele (bandiera)                          | G     | Miki Berkovich | 1954 | 192  |  |  |
| 10 | Israele (bandiera)                          | A     | Shuki Schwartz | 1954 | 198  |  |  |
| 11 | Stati Uniti (bandiera)                      | AG    | Jim Boatwright | 1951 | 203  |  |  |
| 12 | Stati Uniti (bandiera) · Israele (bandiera) | AG    | Lou Silver     | 1953 | 203  |  |  |
| 13 | Israele (bandiera)                          | A     | Eran Arad      | 1956 | 192  |  |  |
| 14 | Israele (bandiera)                          | AP    | David Kvodi    | 1958 | 185  |  |  |
| 15 | Israele (bandiera)                          | PG    | Eyal Yaffe     | 1960 | 186  |  |  |
|    | Stati Uniti (bandiera)                      | C     | Aulcie Perry   | 1950 | 208  |  |  |
|    | Israele (bandiera)                          | ALL   | Ralph Klein    |      |      |  |  |